# Sotirios Pantaleon
Sotirios Pantaleon (griechisch Σωτήριος Πανταλέων, * 21. Juni 1980 in Athen) ist ein ehemaliger griechischer Volleyballspieler.

## Karriere
Sotirios Pantaleon, der bei einer Körpergröße von 2,03 m auf der Position des Mittelblockers spielt, begann seine Profikarriere 1993 beim griechischen Traditionsverein Panathinaikos Athen, wo er bis März 2012 unter Vertrag stand. Mit Panathinaikos konnte Pantaleon neben vier Meisterschaften und drei Pokalsiegen auch den Griechischen Supercup gewinnen. 2004 erreichte Pantaleon den vierten Platz des CEV-Pokal und zwei Jahre später den dritten Platz beim Top Teams Cup. 2012 wechselte Pantaleon zu Latina Volley nach Italien.

## Nationalmannschaft
Als fester Bestandteil der griechischen Nationalmannschaft nahm Pantaleon mit dieser unter anderem an den Olympischen Spielen 2004 in Athen teil. 

## Stationen
| Zeitraum  | Verein              |
| --------- | ------------------- |
| 1993–2012 | Panathinaikos Athen |
| 2012      | Latina Volley       |
| 2012–2013 | Panathinaikos Athen |
| 2013–2014 | AS Cannes           |
| 2014–2021 | Panathinaikos Athen |

## Titel
- Griechischer Meister: 1995, 1996, 2004, 2006, 2020
- Griechischer Pokalsieger: 2007, 2008, 2010
- Griechischer Supercup: 2006
- Griechischer Ligacup: 2020